# كاندوي
كاندوي بلدية في ولاية بارانا في المنطقة الجنوبية من البرازيل.   